# NBAD Private Bank (Suisse) SA
NBAD Private Bank (Suisse) est une banque privée suisse basée au centre de Genève. Pour des clients privés et institutionnels, elle fournit des services de gestion de patrimoines. C'est une filiale indépendante et à part entière du groupe National Bank of Abu Dhabi (en) (Groupe NBAD).

## La National Bank of Abu Dhabi
La National Bank of Abu Dhabi (NBAD) est le numéro un bancaire dans les Émirats arabes unis. Elle a été constituée en 1968 et est cotée à l'Abu Dhabi Securities Exchange (ADX), sous le code NBAD. NBAD possède l'un des réseaux les plus importants dans les Émirats arabes unis et son réseau international s'étend à travers cinq continents de l'Extrême-Orient aux Amériques, ce qui lui donne le plus grand réseau mondial parmi toutes les banques des EAU. 
Depuis 2009, NBAD a été classée chaque année parmi les 50 banques les plus sûres au monde par le magazine de renom Global Finance, faisant de NBAD la banque la plus sûre au Moyen-Orient. NBAD a également été nommée en 2011, la meilleure banque aux Émirats arabes unis pour la troisième année consécutive et pour la cinquième fois en une décennie par Euromoney et en 2012, la meilleure banque privée aux Émirats arabes unis par The Banker. NBAD a dépassé le milliard de dollars de bénéfice net en 2010, devenant ainsi la première banque des Émirats arabes unis à atteindre cette étape,,.
En 2013, la note de NBAD est à long et à court terme AA- par Standard & Poors (S & P), Aa3/P1 par Moody’s, AA-/F1 + par Fitch, A + par Rating & Investment Informations Inc (R & I) et AAA par RAM (Malaisie), ce qui lui donne une des plus fortes notes combinées de n'importe quelle institution financière du Moyen-Orient. Institution financière globale, NBAD propose toute une gamme comprenant des services bancaires de détail, d'investissement et islamiques,,,. 

## Histoire

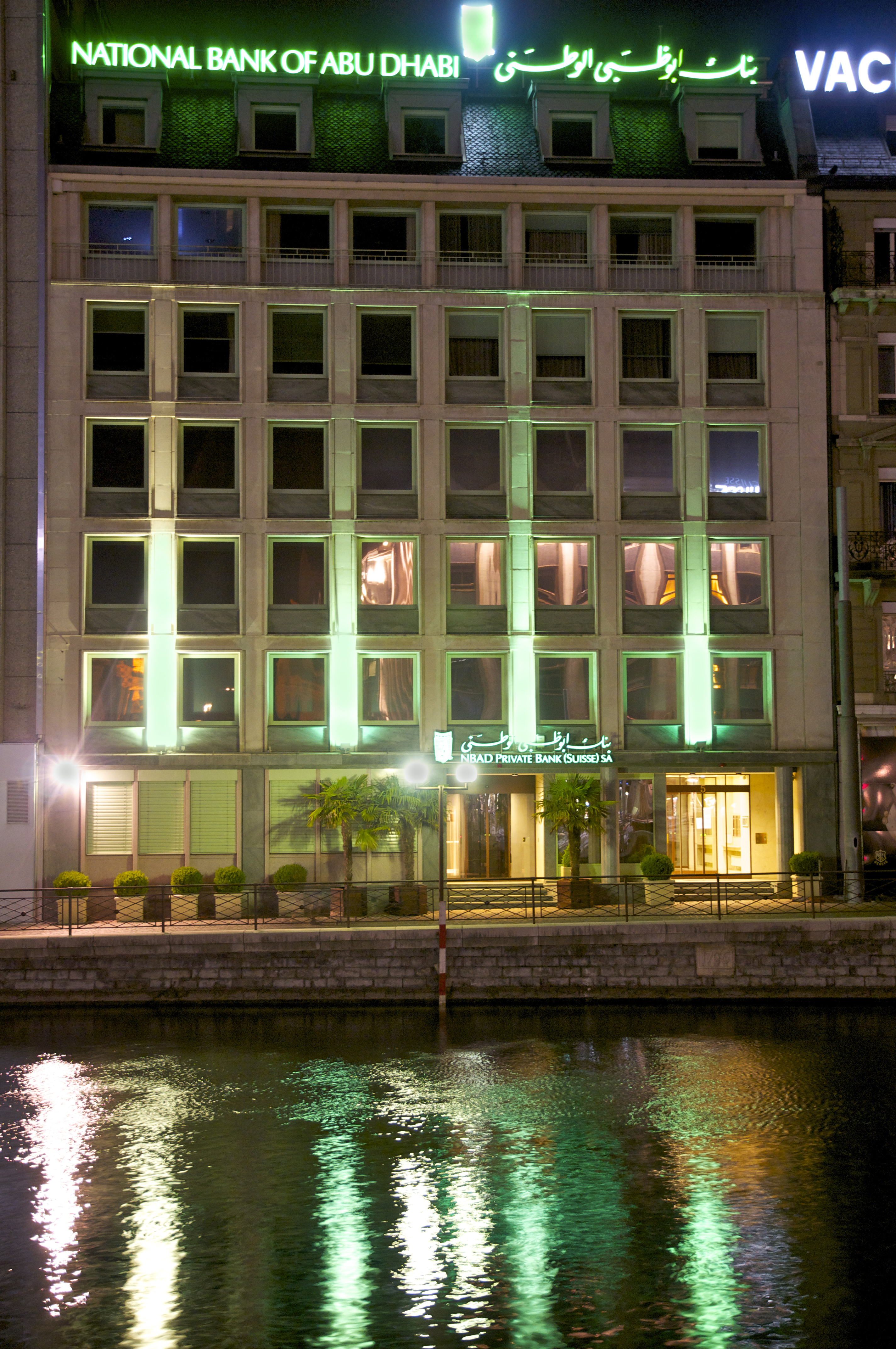
NBAD Private Bank (Suisse) SA building Geneva

- 2007: NBAD Private Bank (Suisse) s'installe à Genève et lance ses services de banque privée[11].
- 2008: Lancement des services de financement de négoce international (trade finance)[12].
- 2009: Acquisition de son immeuble à Genève au Quai de l'Ile[13].
- 2013: NBAD Private Bank (Suisse) SA augmente son capital de CHF 40 millions pour atteindre CHF 140 millions, renforçant ainsi sa capacité de financement[14],[15].

## Activités
NBAD Private Bank (Suisse) SA propose des services de gestion de patrimoines.
Les services de gestion de patrimoines incluent:
- Banque privée
- Gestion d’actifs au travers d’investissements directs dans des obligations, actions & matières premières, fonds d’investissement et fonds alternatifs
- Change de devises
- Capital-investissement (Private equity)
- Corporate Banking & Finance en association avec le Groupe NBAD

En plus du Private Banking suisse classique, la banque propose des conseils « niche » dans les marchés obligataires et actions du Conseil de Coopération du Golfe (Arabie saoudite, Abou Dabi, Bahreïn, Koweït, Qatar, Oman).
Les services de financement du commerce et négoce de matières premières incluent  :
- Faciliter les échanges entre le monde arabe et les marchés internationaux
- NBAD Suisse s'appuie sur la force et le réseau du Groupe NBAD pour des transactions commerciales allant de crédits documentaires simples à des structures de financement plus complexes